# Frank Kermode
Pour les articles homonymes, voir Kermode.
 (avril 2024).
La mise en forme du texte ne suit pas les recommandations de Wikipédia : il faut le « wikifier ».
Les points d'amélioration suivants sont les cas les plus fréquents. Le détail des points à revoir est peut-être précisé sur la page de discussion.
- Les titres sont pré-formatés par le logiciel. Ils ne sont ni en capitales, ni en gras.
- Le texte ne doit pas être écrit en capitales (les noms de famille non plus), ni en gras, ni en italique, ni en « petit »…
- Le gras n'est utilisé que pour surligner le titre de l'article dans l'introduction, une seule fois.
- L'italique est rarement utilisé : mots en langue étrangère, titres d'œuvres, noms de bateaux, etc.
- Les citations ne sont pas en italique mais en corps de texte normal. Elles sont entourées par des guillemets français : « et ».
- Les listes à puces sont à éviter, des paragraphes rédigés étant largement préférés. Les tableaux sont à réserver à la présentation de données structurées (résultats, etc.).
- Les appels de note de bas de page (petits chiffres en exposant, introduits par l'outil «  Source ») sont à placer entre la fin de phrase et le point final[comme ça].
- Les liens internes (vers d'autres articles de Wikipédia) sont à choisir avec parcimonie. Créez des liens vers des articles approfondissant le sujet. Les termes génériques sans rapport avec le sujet sont à éviter, ainsi que les répétitions de liens vers un même terme.
- Les liens externes sont à placer uniquement dans une section « Liens externes », à la fin de l'article. Ces liens sont à choisir avec parcimonie suivant les règles définies. Si un lien sert de source à l'article, son insertion dans le texte est à faire par les notes de bas de page.
- La présentation des références doit suivre les conventions bibliographiques. Il est recommandé d'utiliser les modèles {{Ouvrage}}, {{Chapitre}}, {{Article}}, {{Lien web}} et/ou {{Bibliographie}}. Le mode d'édition visuel peut mettre en forme automatiquement les références.
- Insérer une infobox (cadre d'informations à droite) n'est pas obligatoire pour parachever la mise en page.

Pour une aide détaillée, merci de consulter Aide:Wikification.
Si vous pensez que ces points ont été résolus, vous pouvez retirer ce bandeau et améliorer la mise en forme d'un autre article.
Sir John Frank Kermode, FBA (29 novembre 1919 - 17 août 2010) était un critique littéraire britannique surtout connu pour son œuvre de 1967, The Sense of an Ending: Studies in the Theory of Fiction, ainsi que pour ses nombreuses critiques de livres et son travail d'éditeur.
Il a occupé le poste de professeur Lord Northcliffe de littérature anglaise moderne à l'University College London et celui de professeur King Edward VII de littérature anglaise à l'université de Cambridge.
Kermode était reconnu pour de nombreuses œuvres de critique, mais également comme éditeur de la populaire série Fontana Modern Masters, des introductions aux penseurs modernes. Il contribuait régulièrement à la London Review of Books et à la New York Review of Books.

## Première vie et éducation
Kermode est né sur l'Île de Man, unique fils et aîné des enfants de John Pritchard Kermode (1894–1966) et Doris Pearl (1893–1967), née Kennedy. Son père était chauffeur de camion de livraison et magasinier pour une compagnie de ferry, et sa mère, une « fille de ferme », avait été serveuse. La famille vivait avec des moyens « extrêmement modestes » et « luttait pour maintenir un standard de vie respectable mais toujours précaire ». La famille Kermode - qui, selon les souvenirs de Kermode, avait « une sorte de connexion galloise » - avait été dans les générations précédentes financièrement plus à l'aise ; le grand-père de Kermode était organiste, et sa grand-mère, qui s'était remariée veuve, était devenue propriétaire d'une licence/ magasin général. Son nouveau mari « avait mis en scène un vol de la boutique et avait volé le stock... elle fit faillite ». Le père de Kermode, de retour du service lors de la Première Guerre mondiale et trouvant qu'il n'y avait plus d'entreprise familiale, « prit des emplois temporaires puis obtint ce qu'il pensait être un emploi qui le verrait à travers, comme magasinier, et il resta dans ce poste pour le reste de sa carrière ». Le père de Kermode prit sa retraite après la Seconde Guerre mondiale, lui et sa femme étant alors en mauvaise santé ; la mère de Kermode souffrait de démence, et son père était « un diabétique extrême », décédant du diabète alors qu'il résidait dans une maison de retraite. Kermode, ayant terminé premier aux examens permettant l'accès, a été éduqué à la Douglas High School for Boys et à l'université de Liverpool. Il a servi dans la Royal Navy pendant la Seconde Guerre mondiale, pendant six ans au total, dont une grande partie en Islande.

## Carrière
Il a commencé sa carrière académique en tant que maître de conférences au King's College de l'université de Durham en 1947. Il a ensuite enseigné à l'université de Reading à partir de 1949, où il a produit l'édition Arden de The Tempest de Shakespeare. Il a occupé des chaires professorales à l'université de Manchester (1958) et à l'université de Bristol (1965), avant d'être nommé à la chaire Lord Northcliffe à l'University College London (UCL) en 1967. Sous la direction de Kermode, le département d'anglais de l'UCL a organisé une série de séminaires de troisième cycle qui ont innové en introduisant pour la première fois la théorie critique contemporaine française en Grande-Bretagne.
Kermode a été contributeur pendant plusieurs années à la revue littéraire et politique Encounter et en est devenu co-rédacteur en 1965. Il a démissionné au bout de deux ans, une fois qu'il est devenu clair que le magazine était financé par la CIA.
En 1974, Kermode a pris le poste de professeur King Edward VII de littérature anglaise à l'université de Cambridge. Il a démissionné de ce poste en 1982, en partie à cause du débat houleux sur la titularisation entourant Colin MacCabe. Il s'est ensuite déplacé à l'université Columbia, où il était professeur émérite Julian Clarence Levi en sciences humaines. En 1975-76, il a occupé la chaire de conférences Norton à l'Université Harvard.
Il a été fait chevalier en 1991[réf. nécessaire]. Quelques mois avant la mort de Kermode, l'érudit James Shapiro l'a décrit comme « le meilleur lecteur vivant de Shakespeare au monde, haut la main ».
Kermode est décédé à Cambridge le 17 août 2010.

### Vie privée
Kermode s'est marié deux fois. Il a été marié à Maureen Eccles de 1947 à 1970. Le couple a eu des jumeaux. Son deuxième mariage était avec la chercheuse américaine Anita Van Vactor. Le couple a co-édité The Oxford Book of Letters (1995).
En septembre 1996, il a fait enlever et détruire des cartons contenant des livres et des manuscrits de valeur dans un chariot à poussière par une équipe de collecte des ordures du conseil municipal de Cambridge (au lieu de l'entreprise de déménagement employée pour les déplacer vers une autre maison). Il a poursuivi CCC pour 20 000 £ ; le Conseil a nié toute responsabilité,,.

## Positions académiques
- Maître de conférences, université de Durham (1947-1949)
- Maître de conférences, université de Reading (1949-1958)
- Professeur John Edward Taylor de littérature anglaise, université de Manchester (1958-1965)
- Professeur d'anglais Winterstoke, université de Bristol (1965-1967)
- Professeur Lord Northcliffe de littérature anglaise moderne, University College de Londres (1967-1974)
- Membre honoraire de l'University College de Londres (1996-2010)
- Professeur de littérature anglaise King Edward VII, université de Cambridge (1974-1982)
- Boursier, King's College, Cambridge (1974-1987)
- Charles Eliot Norton professeur de poésie, université Harvard (1977-1978)
- Professeur Julian Clarence Levi en sciences humaines, université Columbia (1982-1984)
- Membre honoraire, King's College, Cambridge (1988-2010)